# Parkeerwacht

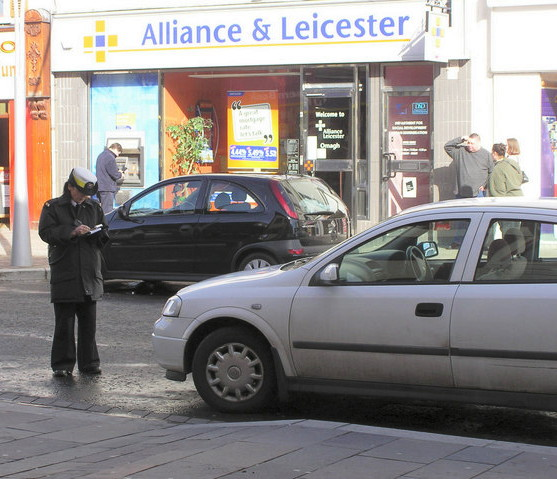
Een Britse parkeercontroleuse schrijft een bekeuring uit

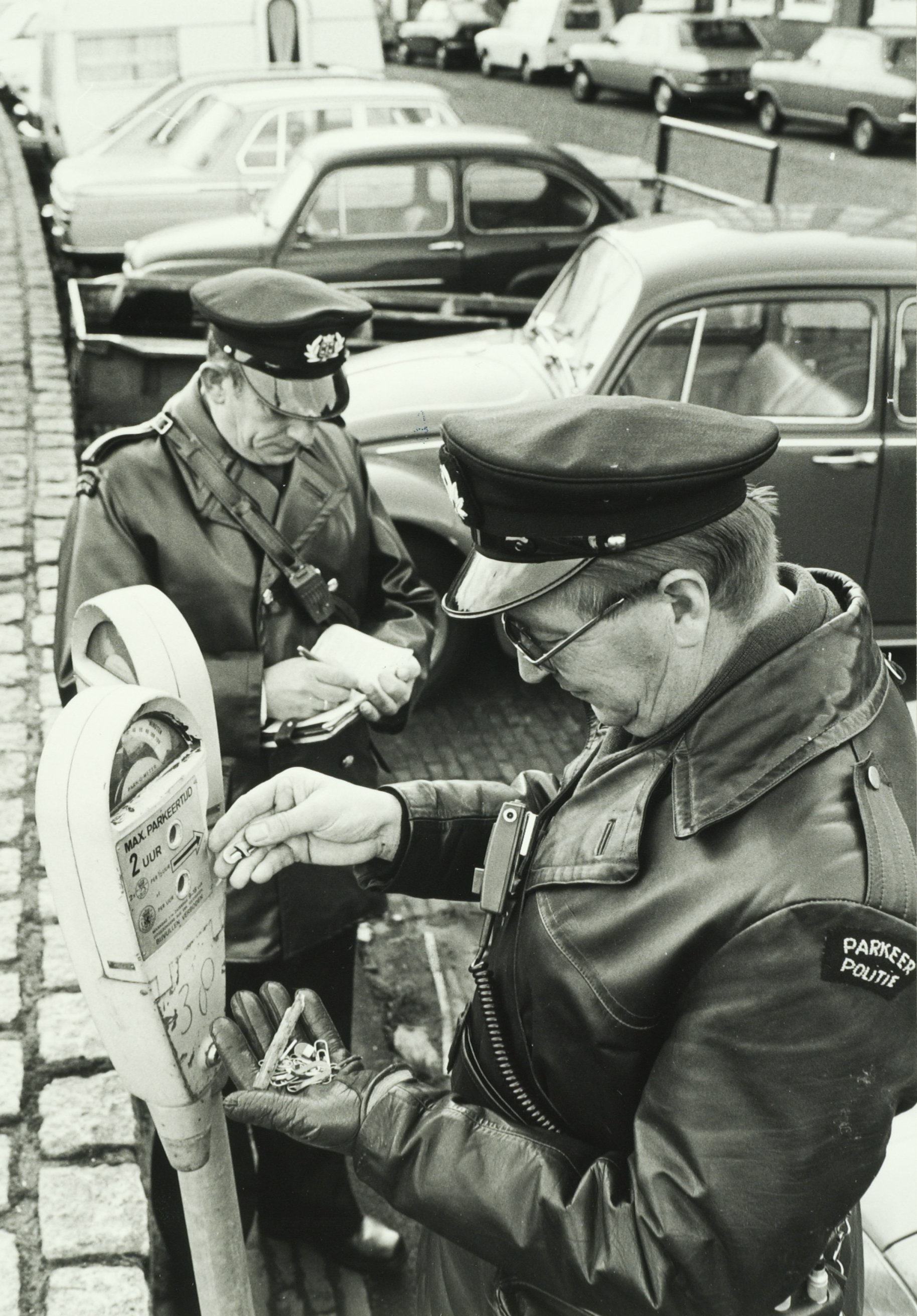
De parkeerpolitie verwijdert voorwerpen die niet in een parkeermeter horen en beboet de overtreders.

Een parkeerwacht is een persoon die controleert of voertuigen reglementair geparkeerd zijn. Oorspronkelijk was het de bewaker op een (omheind) parkeerterrein voor betaald parkeren, later werd het een controleur die overal in een plaats actief kan zijn.

## Nederland
Parkeerwachten zijn voornamelijk belast met het controleren op het betaald hebben van parkeerbelasting. Als deze controleur ook een beëdigd buitengewoon opsporingsambtenaar (BOA) is, handhaven zij ook "Wet Mulder" feiten. In diverse steden in Nederland zijn er bureaus Stadstoezicht van waaruit deze parkeerwachten werken. In een aantal steden, waaronder Amsterdam, wordt de controle gedaan door private organisaties.

## Culturele referenties
- In het spel Amsterdoom was het onder meer de bedoeling om als parkeerwacht uitgedoste aliens aan gort te schieten. De toenmalige directeur van de Amsterdamse dienst parkeerbeheer kon er niet om lachen en dreigde met juridische actie.[1]
- The Beatles zongen op het album Sgt. Pepper's Lonely Hearts Club Band het lied Lovely Rita, waarin de verteller het zwaar te pakken heeft van een meter maid, de Amerikaanse benaming voor een vrouwelijke parkeerwacht.